# 笹峠 (岩手県・秋田県)
笹峠（ささとうげ）は、岩手県和賀郡西和賀町から秋田県横手市を結ぶ峠。標高618m。

## 概要
岩手・秋田両県との境で、奥羽山脈の稜線越えで結ばれている。秋田県仙北郡美郷町六郷東根から、1883年（明治16年）に開削された黒森峠を越え、当峠を越えると、岩手県和賀郡西和賀町に達したが、平和街道や国鉄北上線の開通により衰退していった。
1893年（明治26年） 正岡子規が美郷町から当峠を越えて、湯本温泉に投宿した。
峠を経由する岩手県道・秋田県道12号花巻大曲線の新設工事が計画されているが、現在は事業計画検討のため休工中である。

## 参考資料
- 「角川日本地名大辞典」編纂委員会『角川日本地名大辞典 3 岩手県』角川書店、1985年3月8日。ISBN 4-04-001030-2。
- 「角川日本地名大辞典」編纂委員会『角川日本地名大辞典 5 秋田県』角川書店、1980年。ISBN 4-04-001050-7。